# Península de Xantum

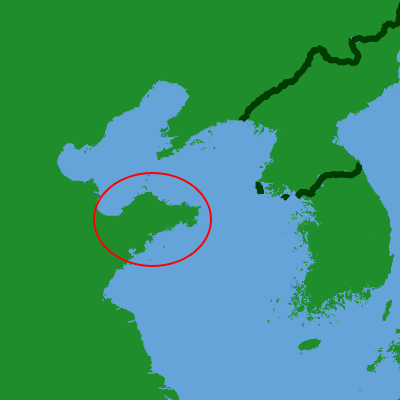
Localização da Península de Shandong

A Península de Shandong, Xantungue ou Chantungue (chinês simplificado: 山东半岛; chinês tradicional: 山東半島, em pinyin: Shāndōng) também conhecida como Península de Jiandum (胶东半岛; 膠東半島) é uma península na província de Shandong no nordeste da República Popular da China. Marca o limite sul do Mar de Bohai. As mais importantes cidades na península são Qingdao, Yantai e Weihai.
O dialeto local do mandarim é conhecido como Jiao-Liao, também falado na península de Liáodōng a norte do outro lado do mar de Bohai.
A península de Shandong fez parte das concessões alemãs na China. Após a Primeira Guerra Mundial, esperava-se que Shandong fosse devolvido à China, mas foi para o Japão 30 de abril de 1919. Verificou-se depois que o primeiro-ministro chinês Duan Qirui tinha trocado Shandong em troca de um empréstimo.
Durante a Primeira Guerra Mundial o Japão capturou a cidade de Qingdao, nesta península.
1. ↑  Gonçalves, Rebelo (1947). Tratado de Ortografia da Língua Portuguesa. Coimbra: Atlântida - Livraria Editora. p. 132, 365
2. ↑  Gradim, Anabela (2000). «9.7 Topónimos estrangeiros». Manual de Jornalismo. Covilhã: Universidade da Beira Interior. p. 167. ISBN 972-9209-74-X. Consultado em 27 de março de 2020
3. ↑  Correia, Paulo (Primavera de 2022). «Se não é verdade, é bem achado — cores e pontos cardeais» (PDF). a folha – Boletim da língua portuguesa nas instituições europeias. Consultado em 27 de julho de 2022
4. ↑  FERREIRA, A. B. H. Novo dicionário da língua portuguesa. Segunda edição. Rio de Janeiro: Nova Fronteira, 1986. p. 1 796
5. ↑  BLOFELD, J. Taoismo: o caminho para a imortalidade. Tradução de Gílson César Cardoso de Souza. São Paulo. Pensamento. p. 40.